# 陳如山 (歌手)
陳如山（1969年12月24日—），又名阿山，臺灣樂團四分衛主唱，有演員作家等多重身份。
至今，以四分衛樂團創作主腦的角色發行過 9 張專輯，創下不少華語搖滾經典，如〈起來〉〈雨和眼淚〉和〈當我們不在一起〉等，在 YouTube 已累績超過數千萬點擊。
曾入圍第 11 屆、13 屆、15 屆金曲獎最佳樂團；獲得金音創作獎最佳樂團、最佳現場獎，以及最佳搖滾單曲獎(〈一首搖滾上月球〉)。
演唱、詞曲創作〈I Love You〉獲第50屆金馬獎最佳原創歌曲。
近年來，陳如山則將觸角延伸影視表演，以電影《誰先愛上他的》的男主角「宋正遠」一角展露頭角，引發討論。

## 演藝生涯
1995年，以四分衛樂團主唱踏入樂壇。

## 音樂作品
樂團專輯請見 四分衛樂團

### 錄音室專輯
| 發行順序 | 名稱     | 發行公司 | 發行日期      | 收錄曲目                                                                                               |
| 1st      | 《火花》 | 喜歡音樂 | 2014年8月21日 | 曲目 1. 3322 2. 死也要拼命活著 3. 唐吉訶德 4. 數十億隻蟬 5. 風吹來了沙 6. 判決 7. 未來 8. 愛你估奈晚安 |

### EP
| 發行順序 | 名稱               | 發行公司 | 發行日期                              | 收錄曲目                                        |
| 1st      | 《我想拍一部電影》 | 放飛音樂 | 2022年10月18日(數位) 2022年11月(實體) | 曲目 1. 靈感 (feat. 荷爾蒙少年) 2. 涼拌 3. 智齒 |

### 其他歌曲創作
註：非收錄於個人專輯之歌曲創作
| 演出者與專輯名稱          | 發行日期       | 收錄曲     | 創作部分 | 備註                                       |
| 張若凡《dopaMINE 我，她》 | 2019年12月24日 | 已經結束的 | 詞曲     |                                            |
| 蘇慧倫《面面》            | 2020年3月9日   | 為你變成他 | 詞曲     | 專輯先行曲，先於2019年12月19日數位搶先發行 |
| 陳昊森《Almost Human》    | 2023年11月9日  | 貼         | 作詞     | 詞/曲/製作人: 秦旭章                       |

### 其他演唱歌曲
| 演出者與專輯名稱                 | 發行日期       | 收錄曲   | 備註                             |
| 柯泯薰《Play 遊︱樂》專輯        | 2014年11月17日 | 指北針   | 與柯泯薰合唱                     |
| 安眠巫師《月光假面》單曲         | 2022年5月31日  | 月光假面 | 與安眠巫師合唱，單曲僅數位發行。 |
| 卜星慧《不要試圖改變我》迷你專輯 | 2023年12月25日 | 他       | 與卜星慧合唱                     |

## 演出作品

### 電視劇
| 年份   | 播出頻道             | 劇名                             | 角色   | 導演   |
| 2019年 | LINE TV              | 《HIStory3 - 那一天》            | 項慶昌 | 蔡宓潔 |
| 2019年 | 民視                 | 《鏡子森林》                     | 高明父 | 鄭文堂 |
| 2021年 | 公視、MyVideo        | 《天橋上的魔術師》               | 澤爸   | 楊雅喆 |
| 2021年 | 公視                 | 《四樓的天堂》                   | KZ     | 陳芯宜 |
| 2022年 | Disney+              | 《台北女子圖鑑》                 | 胡信勇 | 李芸嬋 |
| 2024年 | 公視主頻、八大戲劇台 | 《不夠善良的我們》               |        | 徐譽庭 |
| 2024年 | 公視主頻             | 《公視學生劇展：病房裡跳華爾滋》 | 大志   | 張家維 |
| 2025年 |                      | 《師大公園地下社會》             | 小四   | 林正忠 |

### 電影
| 年份 | 片名                   | 角色       | 導演           |
| 2018 | 《誰先愛上他的》       | 宋正遠     | 徐譽庭、許智彥 |
| 2021 | 《我沒有談的那場戀愛》 | 貝佳老公   | 徐譽庭、許智彥 |
| 2024 | 《我在這裡等你》       | 咖啡廰老闆 | 鄧依涵         |
| 2025 | 《夏日最後的祕密》     | 蘇爸       | 邱皓洲         |
| 2025 | 《山忌 黃衣小飛俠》    | 張海豐     | 蔡佳穎         |

### 音樂錄影帶
| 年份   | 歌手   | 專輯                | 歌曲             |
| 2020年 | 朱俐靜 | 《來日方長》        | 〈不完美的完美〉 |
| 2020年 | 張若凡 | 《dopaMINE 我，她》 | 〈已經結束的〉   |
| 2022年 | 黃小琥 | 《無價》            | 〈無價〉         |

## 参見
- 四分衛樂團

## 資料來源
1. ↑  .   [2014-03-26]. （原始内容存档于2014-01-29）.
2. ↑  .   [2022-10-03]. （原始内容存档于2022-10-06）.

## 外部連結
- 阿山陳如山的Facebook專頁
- 四分衛阿山的Instagram帳戶
- YouTube上的陳如山頻道